# Psyllaephagus nikolskajae
Psyllaephagus nikolskajae är en stekelart som först beskrevs av Trjapitzin 1964.  Psyllaephagus nikolskajae ingår i släktet Psyllaephagus och familjen sköldlussteklar. Inga underarter finns listade i Catalogue of Life.